# گست (مجارستان)
گست (به مجاری:  Geszt) یک منطقهٔ مسکونی در مجارستان است که در ناحیه شارکاد واقع شده‌است. گست ۵۱٫۴۲ کیلومتر مربع مساحت و ۸۲۱ نفر جمعیت دارد.